# Cemitério Judeu de Praga

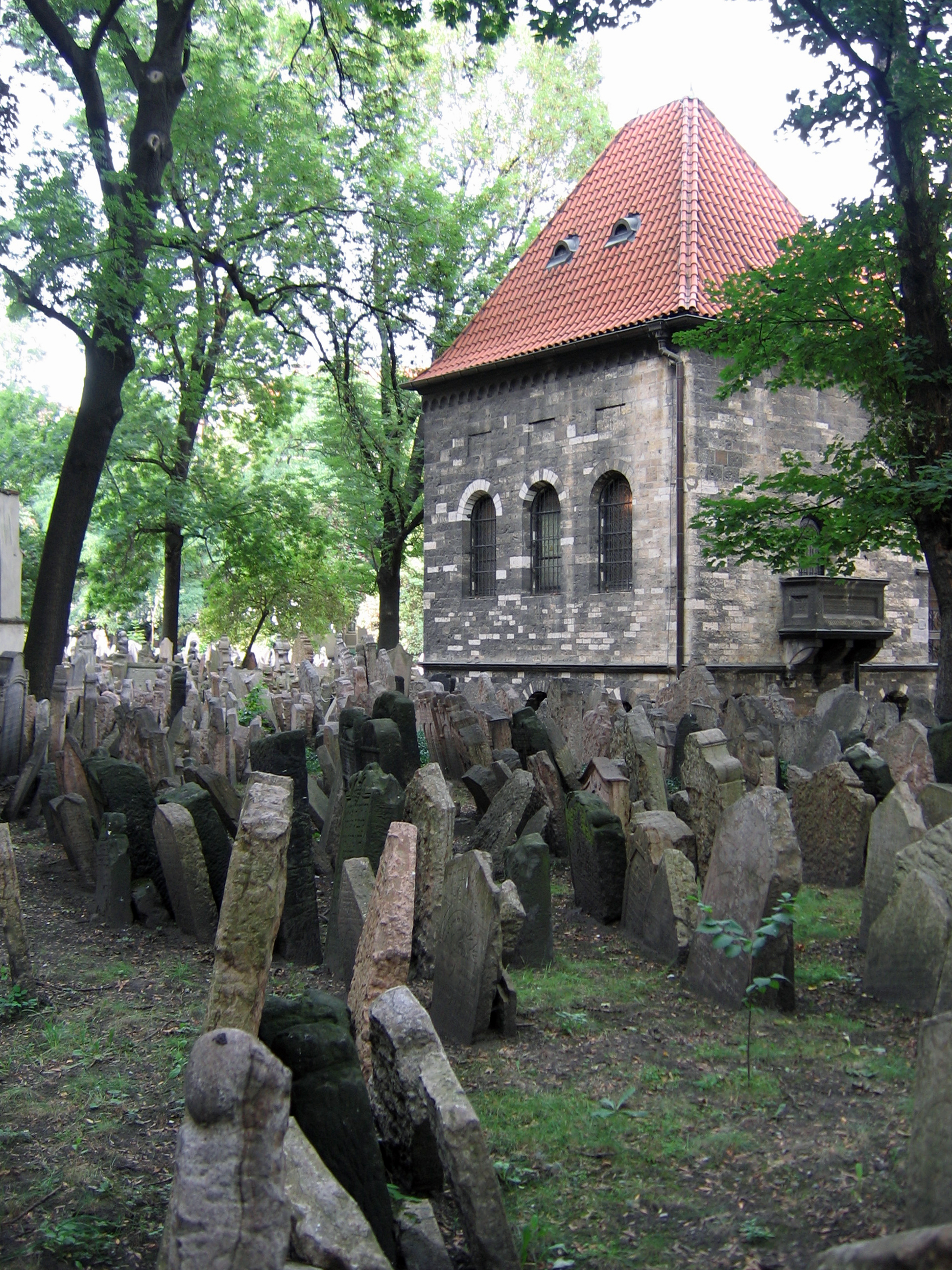
Milhares de lápides estão comprimidas no Velho Cemitério Judeu de Praga.

O Antigo Cemitério Judeu de Praga (em tcheco/checo:  Starý židovský hřbitov, em alemão:  Alter Jüdischer Friedhof) encontra-se em Josefov  (literalmente “de Josef”), antigo bairro judeu de Praga, capital da atual República Checa. Antes da Primeira Guerra Mundial, o cemitério pertencia ao Reino da Boêmia. Esteve um uso desde o início do século XV (a mais antiga tumba, do rabino Avigdor Kara, data de 1439) até 1787. Seu ancestral era um cemitério chamado “O Jardim Judeu”, que foi encontrado em escavações arquelógicas sob a rua Vladislavova, Nové Město (“cidade nova”, Praga).
Para a comunidade ashkenazi trata-se do mais antigo cemitério judeu na Europa
O número de lápides e a quantidade de pessoas sepultadas é incerto, pois há diversas camadas de tumbas sob as atualmente visíveis. No entanto se estima que existam cerca de 12 mil sepulturas atualmente visíveis, podendo haver cerca de 100 mil no total.
As lápides, apesar da falta de espaço, são bastante impressionantes, algumas lembram camas e até a Arca da Aliança. O cemitério é densamente arborizado, o que lhe confere um aspecto ainda mais escuro e sombrio - principalmente nas noites frias e nevosas de inverno.
Dentre os mais notáveis que se encontram enterrados, o rabino Loew - Maharal de Praga - (morto em 1609), que está associado à lenda do Golem (primeira manifestação de uma pessoa artificial [neste caso, esculpida em argila], que deu origem ao conceito do robô), é o mais famoso. Lojas de souvenirs vendem Golems de brinquedo, feitos de um material semelhante à argila, como lembranças por toda a cidade. Outras personalidades sepultadas são: Mordecai Meisel (morto em 1601), David Gans (morto em 1613) e o rabino David Oppenheim (morto em 1736).

## História

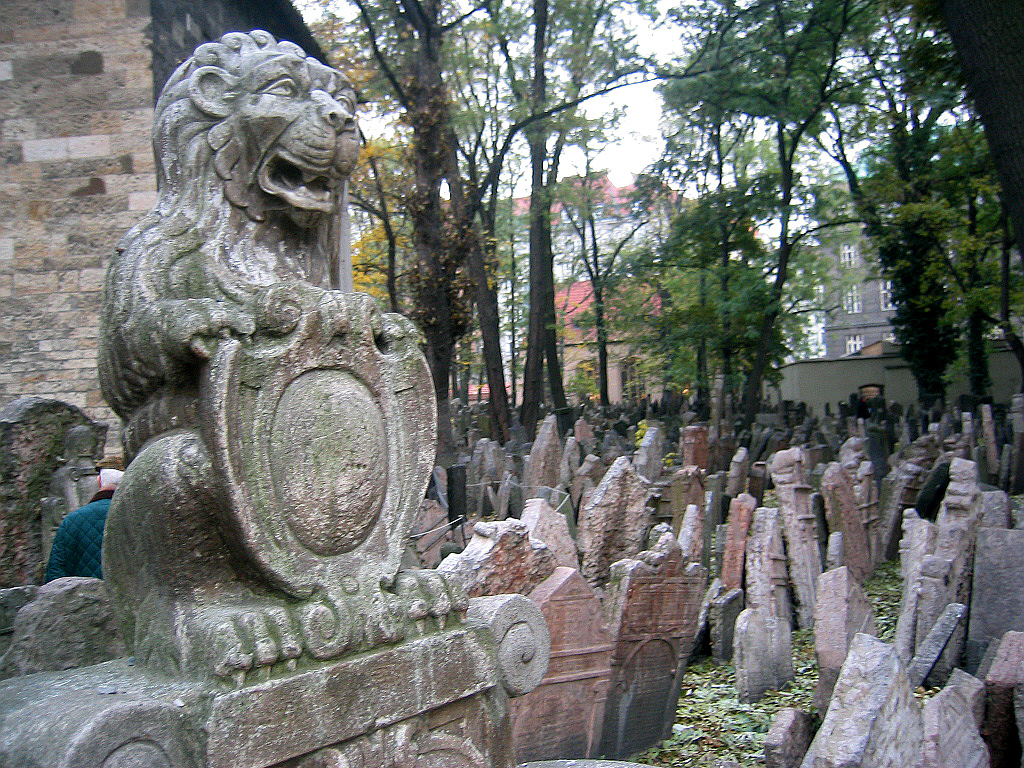
Leão de Judá sobre túmulo

Não se sabe exatamente quando o cemitério teria sido fundado, tendo havido muitas discussões entre especialistas. Alguns levantam a hipótese do cemitério ser mais de 1000 anos mais antigo do que as datas comumente aceitas (1ª metade do século XV). Teria sido fundado pelo rei Otacar II da Boêmia.
Conforme a Halachá, os judeus não devem destruir os túmulos de seu povo e também as tumbas não devem ser removidas. Isso se deveu ao fato particular de que, quando os cemitérios precisavam se expandir e era impossível aos judeus comprar mais terras, mais camadas de terra eram postas sobre as sepulturas existentes. As antigas lápides eram retiradas e recolocadas sobre a nova camada de solo. Isso explica a razão das lápides estarem tão próximas umas das outras. São 12 as camadas de sepulturas no cemitério judeu de Praga.

## Conspirações
O cemitério teria sido o local secreto das reuniões conspiratórias dos “Sábios de Sião”, local onde os Os Protocolos dos Sábios de Sião, um plano sionista para dominar o mundo (Nova Ordem Mundial (teoria conspiratória)), foram criados. Essa informação foi mencionada pela primeira vez em 1868, no romance “Biarritz” de Hermann Goedsche, o qual possivelmente inspirou a polícia secreta da Rússia Czarista a criar Os Protocolos dos Sábios de Sião para incentivar o antissemitismo na Rússia. Assim, os “Protocolos” passaram a ter vida própria e foram considerados como autênticos e verdadeiros por pessoas como  Adolf Hitler e muitos outros inimigos dos judeus. A obra de Umberto Eco O Cemitério de Praga se refere a este especto.